# Feliniopsis albilineata
Feliniopsis albilineata là một loài bướm đêm trong họ Noctuidae.